# Jens Franke
Jens Franke (né le 29 juin 1964) est un mathématicien allemand.

## Biographie
Franke étudie les mathématiques de 1983 à 1986 à l'Université de Iéna et soutient une thèse de doctorat en 1986 sur les problèmes aux limites elliptiques dans les espaces de Besov-Triebel-Lizorkin sous la direction de Hans Triebel (de). De 1986 à 1988, il est à Moscou ; de 1988 à 1989, à l'Institut Weierstrass d'analyse appliquée et de stochastique à Berlin, et en 1989 à l'Institut Max-Planck de mathématiques à Bonn. Il séjourne ensuite jusqu'en 1991 à l'Institute for Advanced Study de Princeton, puis est de 1991 à 1992 à nouveau à l'Institut Max-Planck de mathématiques de Bonn. Depuis 1992, il est professeur à l'Institut de mathématiques de l'Université rhénane Frédéric-Guillaume de Bonn.
En 1992, Franke est lauréat du prix de la Société mathématique européenne et en 1993 du prix Oberwolfach.

## Travaux
Après de premiers travaux en analyse fonctionnelle, Franke étudie des problèmes de théorie des nombres, géométrie algébrique et analyse d'espace localement symétriques, en particulier de formes modulaires. Une contribution importante est sa démonstration de la conjecture d'Armand Borel en théorie des groupes arithmétiques (Harmonic analysis in weighted {\displaystyle L_{2}} spaces). Ensuite il se consacre, avec Thorsten Kleinjung, à la décomposition en produit de facteurs premiers de grands entiers par le crible algébrique, ce qui le fait connaître dans un public plus large. Ces travaux ont conduit avec succès à la factorisation des entiers RSA-200, RSA-576 et RSA-640, tests de la compétition de factorisation RSA qui a mis fin à la compétition. En mai 2007, le groupe autour de Jens Franke et Thorsten Kleinjung a annoncé la factorisation du 1039e nombre de Mersenne. Franke et ses coauteurs ont aussi fait des propositions pour une implémentation matérielle de l'algorithme de factorisation.

## Publications
- Jens Franke, Yuri Manin et Yuri Tschinkel, « Rational points of bounded height on Fano varieties », Invent. Math., vol. 95, no 2,‎ 1989, p. 421-435.
- Jens Franke, « Harmonic analysis in weighted {\displaystyle L_{2}}-spaces », Ann. Sci. Éc. Norm. Supér. (4), vol. 31, no 2,‎ 1998, p. 181-279.

## Articles liés
- Nombre RSA
- Nombre premier
- Compétition de factorisation RSA
- Dérivateur
- Prix d'Oberwolfach